# Eshkol regionsförvaltning

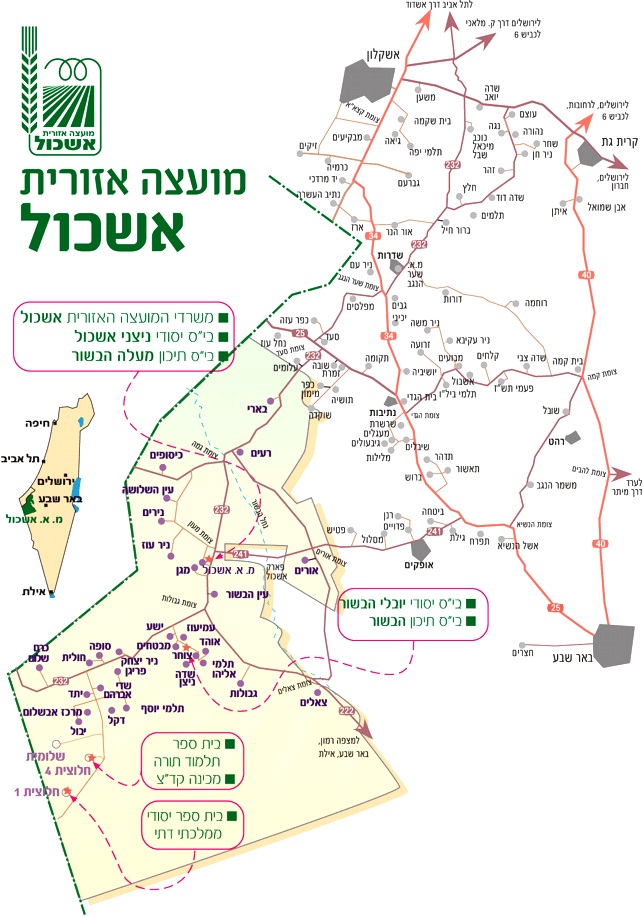
Eshkol regionsförvaltning på kartan.

Eshkol Regionsförvaltning (hebreiska: מועצה אזורית אשכול, Mo'atza Ezorit Eshkol) är en regionsförvaltning i nordvästra Negev, i Israels södra distrikt. Regionsförvaltningens territorium ligger mitt emellan Ashkelon och Beersheba, i väster avgränsat av Gazaremsan medan den östra gränsen går emot Bnei Shimon Regional Council.

## Transport
Eshkol Regional Council länkas till Tel Aviv via Egged busslinje 379, till
Be'er Sheva via busslinje 35, och till Ashkelon via busslinje 36.

## Kibbutzer
nr
| - Be'eri - Ein HaShlosha - Gvulot - Magen | - Nir Oz - Nir Yitzhak - Nirim - Holit | - Kerem Shalom - Kissufim - Re'im | - Sufa - Tze'elim - Urim |

## Moshaver
| - Amioz - Ein HaBesor - Dekel - Mivtahim | - Ohad - Peri Gan - Sde Nitzan | - Sdei Avraham - Talmei Eliyahu - Talmei Yosef | - Yated - Yesha - Yevul |

### Andra platser
- Avshalom
- Tzochar
- Shlomit